# Леошки (Брестская область)
Леошки (бел. Леашкі) — деревня в Берёзовском районе Брестской области Белоруссии. Входит в состав Берёзовского сельсовета.

## География
Деревня находится в центральной части Брестской области, на правом берегу реки Ясельды, при автодороге Н-78, на расстоянии приблизительно 1 километра (по прямой) к северу от города Берёза, административного центра района. Абсолютная высота — 146 метров над уровнем моря. Площадь населённого пункта — 1,4415 км².

## История
По состоянию на 1905 год, в Леошках проживало 470 человек. В административном отношении деревня входила в состав Селецкой волости Пружанского уезда Гродненской губернии.
Согласно Рижскому мирному договору (1921), деревня вошла в состав межвоенной Польши. Входила в состав гмины Берёза Картузская Пружанского повета Полесского воеводства Польши.
С 1939 года в БССР, с 1940 года деревня в составе Самойловичского сельсовета.

## Население
По данным переписи 2019 года, в деревне проживало 96 человек.
| Год  | Население, человек |
| ---- | ------------------ |
| 1905 | 470                |
| 2009 | ↘ 157              |
| 2019 | ↘ 96               |